# Lykken banker på din dør
Lykken banker på din dør (originaltitel Imitation of Life) er en amerikansk dramafilm fra 1934, instrueret af John M. Stahl.
Manuskriptet er skrevet af William J. Hurlbut, baseret på romanen Imitation of Life af Fannie Hurst fra 1933. Manuskriptet blev suppleret med yderligere otte ukrediterede forfattere inklusiv Preston Sturges og Finley Peter Dunne.
Filmen har Claudette Colbert, Warren William og Rochelle Hudson i hovedrollerne og havde i øvrigt Louise Beavers og Fredi Washington på rollelisten.
I 1959 instruerede Douglas Sirk en genindspilning af filmen.
I 2005 blev Lykken banker på din dør valgt til bevarelse i National Film Registry og betragtes som "Kulturelt, historisk eller æstetisk signifikant".
I 2007 udnævnte Time Magazine filmen til at være en af de "25 mest vigtige film om race".
Filmen blev nomineret til tre Oscars, inklusiv bedste film, i 1935.